# 仙台市立高砂中学校
仙台市立高砂中学校（せんだいしりつ たかさごちゅうがっこう）は、宮城県仙台市宮城野区白鳥一丁目にある公立中学校。通称  ｢高中｣（たかちゅう）。

## 概要
- 仙台市東部の田園地帯に位置しており、人口が増加し、住宅地として発展している地域である。学区内は仙台港や工業団地を含まれている。

## 沿革
- 1947年（昭和22年）4月1日 - 開校
- 1980年（昭和55年）4月1日 - 仙台市立中野中学校が分離・開校
- 1991年（平成3年）4月1日 - 仙台市立田子中学校が分離・開校

## 学区
- 鶴巻、岡田、高砂、中野、福室小学校学区

## 所在地
- 宮城県仙台市宮城野区白鳥1丁目32番1号

## 部活動
- 運動部
  - 野球、サッカー、ソフトボール、バスケットボール、ソフトテニス、陸上競技、バレーボール、ハンドボール、バドミントン、卓球、新体操、剣道
- 文化部
  - 吹奏楽、美術、ガーデニング